# الحبيب عصمان
الحبيب عصمان (بالفرنسية: Habib Osman)‏ (و. 1910 – 1986 م) هو مصور، وصحفي من تونس. ولد في تونس. كان عضوًا في الحزب الحر الدستوري الجديد.
توفي في تونس، عن عمر يناهز 76 عاماً.